# نایاک: قهرمان واقعی
نایاک: قهرمان واقعی (به هندی: Nayak: The Real Hero) یا جوانمرد فیلمی محصول سال ۲۰۰۱ و به کارگردانی اس شانکار است. در این فیلم بازیگرانی همچون آنیل کاپور، رانی موکرجی، آمریش پوری، جانی لور، پارش راوال، پوجا باترا، سراب شوکلا، شیواجی ساتام، سوشمیتا سن ایفای نقش کرده‌اند.